# Fanny Mayer
 Franziska „Fanny“ Henriette Mayer (* 8. April 1851 in Freiburg im Breisgau; † 9. Juni 1934 auf dem Feldberg, Gemeinde Feldberg) war eine deutsche Hotelière. Die langjährige Chefin des Hotels Feldberger Hof war eine Pionierin des Skisports und des Tourismus im Schwarzwald und wurde als „Die Feldbergmutter“ weit über die Grenzen Badens hinaus bekannt.

## Leben und Wirken
Franziska „Fanny“ Mayer wuchs mit ihrer Zwillingsschwester Rosa und weiteren Geschwistern in Freiburg auf, wo sie die Klosterschule besuchte. Sie arbeitete als Hausangestellte und Kindermädchen in Basel, als sie im Februar 1881 ein Hilferuf ihres Bruders Karl aus dem Schwarzwald erreichte. Karl Mayer hatte erst zwei Jahre zuvor ein kleines Berggasthaus auf der Höhe des Feldbergs als Pächter übernommen; gerade war seine junge Frau am Kindbettfieber gestorben und er war mit dem Neugeborenen allein auf dem abgelegenen Hof überfordert. Fanny Mayer kam als knapp 30-Jährige im tiefsten Winter auf den eingeschneiten Feldberg, um zu helfen. Es blieb nicht bei den geplanten wenigen Monaten Aufenthalt; letztlich blieb sie mehr als 50 Jahre auf dem Feldberg, wurde zur Ersatzmutter für ihren kleinen Neffen und stand ihrem Bruder tatkräftig bei der Führung des Gasthofs zur Seite.
Mit dem Ausbau der Höllentalbahn, der zunehmenden Beliebtheit des Skisports und der Verbesserung der Infrastruktur nahmen die Gästezahlen rapide zu, und der Urlaub auf dem Feldberg kam in gut gestellten Kreisen zunehmend in Mode. Um den Ansprüchen der Gäste gerecht zu werden, ließ Fanny Mayer schon im Jahr 1882 in ihrem Gasthof einen der ersten Telefonanschlüsse der ganzen Region einrichten. Auch eine eigene Posthilfsstelle kam hinzu. Auf ihre Initiative hin kauften die Geschwister Mayer im Jahr 1884 das Anwesen und nannten es „Feldberger Hof“.
In den Jahren 1884 und 1895 wurde das Hotel nach Fanny Mayers Vorstellungen weiter ausgebaut. Dank ihres unermüdlichen Einsatzes und ihrer Persönlichkeit entwickelte sich das Gasthaus schnell zum renommiertesten Berghotel Badens und zog Gäste aus aller Welt an. Viele kamen, um Fanny Mayer persönlich kennenzulernen. Zu ihren illustren Gästen zählten der Großherzog von Baden mit seiner Frau, Reichskanzler Fehrenbach, der Freiburger Erzbischof Fritz, Eugenio Pacelli, der spätere Papst Pius XII., Prinzessin Feodora, die Schwester der letzten deutschen Kaiserin, und zahlreiche andere Prominente wie Richard Strauss, Arnold Fanck und Luis Trenker.
Nachdem ihr Bruder Karl im Jahr 1909 verstorben war, übergab Fanny Mayer die Geschäftsleitung an ihren inzwischen 28-jährigen Neffen Oskar Mayer, blieb jedoch als die „gute Seele“ des Hauses ständig präsent. Im Laufe der Jahrzehnte wurde Fanny Mayer mit ihr schwarzen Kopfhaube zur legendären Figur auf dem Feldberg. Von Einheimischen und Gästen wurde sie bald respektvoll Die Feldbergmutter genannt. Die regionale Presse berichtete anlässlich ihres 75. und 80. Geburtstages und auch über ihren Tod in mehrspaltigen Artikeln.
Fanny Mayer blieb zeitlebens ledig. Sie starb im Juni 1934 im Alter von 83 Jahren auf dem Feldberg und fand ihre letzte Ruhestätte neben ihrem Bruder Karl auf dem Alten Friedhof in Freiburg. An ihrer Beerdigung nahmen zahlreiche Menschen teil, und ein Professor der Universität Freiburg namens Sauer hielt die Trauerrede.

## Gedenken
Neben dem Eingang der von ihr 1889 erbauten Kapelle beim Feldberger Hof wurde eine Gedenktafel angebracht, deren Inschrift lautet: „Der Feldbergmutter Fanny Mayer, 8. April 1851 – 9. Juni 1934, der Gründerin des Feldbergerhofes und Stifterin dieser Kapelle zum Gedächtnis. Sie lebte gütigen Herzens und klugen Geistes, eine fürsorgende Mutter, allen ein Vorbild.“
Im Jahr 2015 veröffentlichte Heidi Knoblich die Lebensgeschichte der Feldbergmutter Fanny Mayer in Form eines historischen Romans. Der Radiosender SWR 4 strahlte im Rahmen des Jubiläums „125 Jahre Skilauf im Schwarzwald“ am 2. Januar 2016 das Mundarthörspiel Fanny aus, das ebenfalls von ihrer Lebensgeschichte handelt. Im Rahmen der örtlichen Tourismusangebote finden Theateraufführungen als „szenische Wanderungen“ auf den Spuren Fanny Mayers auf den Feldberg hinauf statt.